# Elysium (Eisheilig-Album)
Elysium ist das dritte Album der deutschen Metal-Band Eisheilig und erschien 2006 auf dem Label Drakkar Entertainment.

## Titelliste
1. Sturm – 3:51
2. Elysium – 4:06
3. Lucifer – 5:47
4. Dein Traum – 4:19
5. Flug der Möwen – 3:20
6. Fährmann – 4:53
7. König der Planeten – 3:56
8. Märchenreich – 3:53
9. Schrei – 4:52
10. Morgenrot – 1:30

## Stil und Inhalt
Elysium stellt textlich und musikalisch das bis dahin schwermütigste Album Eisheiligs dar und behandelt Themen wie Einsamkeit, Schwermut und Verrohung. Die Band selbst gibt an, auf Elysium „die finstere und schwermütige Seite von Eisheilig“ ausgekostet zu haben. Die Melodie wird dabei vom Keyboard getragen. Neben den sehr dominanten Gitarren finden sich auch elektronische Einflüsse in der Musik. Der Gesang ist mehr guttural, das stark betonte „r“ zog bei einigen Rezensionen einen Vergleich mit Rammstein nach sich. Im Gegensatz zum Rest des eher harten Albums steht das letzte Lied Morgenrot, das rein aus einer traurigen, lieblichen Melodie besteht.

## Aufmachung
Verglichen mit den beiden vorherigen fällt dieses Album schon in seiner Gestaltung durch Unterschiede vom bisherigen Konzept auf. So zeigen das Cover sowie die Bilder im Booklet keine mystischen Elemente mehr, sondern mehr moderne Antiquitäten aus dem 20. Jahrhundert wie ein Grammophon, eine Schreibmaschine, ein Flugzeug und einen Leuchtturm. Sämtliche Bilder sind in einem dunklen grünen Farbton gehalten. Das Album erschien in einem Jewelcase, dieses befand sich aber in einem Pappschuber.